# 大河内輝声

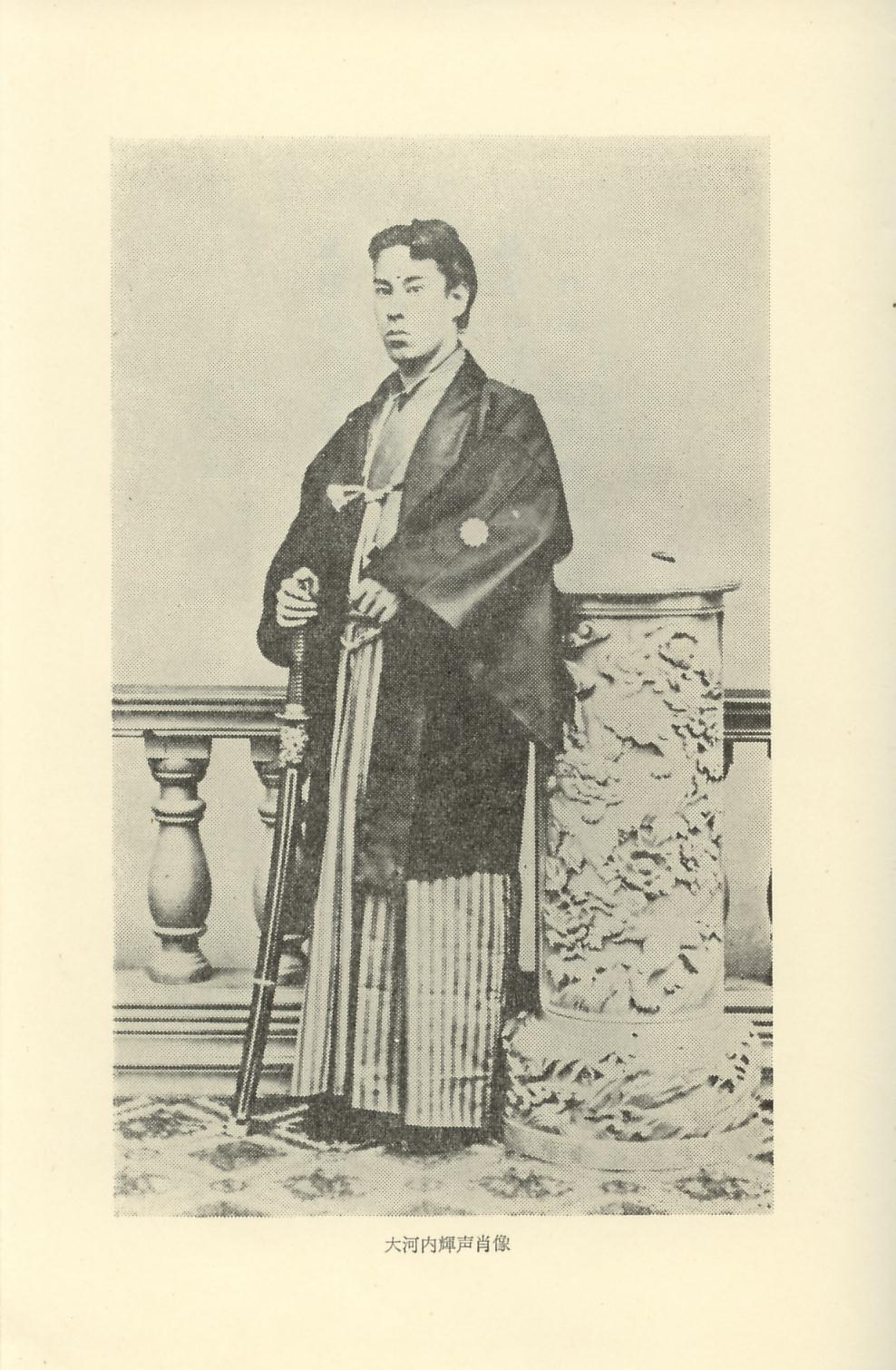
大河内輝声

大河内 輝声（おおこうち てるな、嘉永元年10月15日（1848年11月10日） - 明治15年（1882年）8月15日（グレゴリオ暦））は、幕末の大名。上野国高崎藩の最後の藩主。高崎藩大河内松平家11代。はじめ松平姓を称した。

## 経歴
第9代藩主松平輝聴の長男。母は堀田正睦の娘。幼名は恭三郎。諱ははじめ輝照、輝聲（てるあき）と称する。正室は酒井忠発の娘。継室は杉原氏。子は大河内輝耕（長男、妻は徳川慶喜の八女・国子）、戸田氏秀（四男）、恭子（浅野長之継室）、娘（内藤頼輔正室）。庶子に横浜事件の検挙者の一人大河内光孝がいる。
安政6年（1859年）12月15日、将軍徳川家茂に拝謁する。万延元年（1860年）8月24日、家督を継いだ。文久2年（1862年）12月11日、従五位下・右京亮に叙任された。元治元年（1864年）、天狗党の鎮圧を命じられ、11月16日に下仁田で高崎藩兵と天狗党が戦うが、36名の死者を出して敗走する。慶応2年（1866年）、藩政・軍政の近代化を始め、農兵を募って「強心隊」を結成した。8月5日、甲府城代を命じられる。慶応3年（1867年）9月6日、奏者番に就任した。同年10月29日、陸軍奉行並に就任した。慶応4年（1868年）1月20日、辞任する。同年閏4月4日、上洛する。幕末動乱の時代にあって軍費の増大と役職に伴う出費、譜代大名としての見栄を張るための支出が財政を圧迫したため、本領の高崎領5万石に「八公二民」の重税を課した。
慶応4年（1868年）4月、松平姓を改め、本姓の大河内に復する。明治2年（1869年）に版籍奉還が勅令された後は知藩事として旧領土を統治し、明治4年（1871年）に廃藩置県を迎えた。その後、大学南校で英語を学び、東京に英学校を設立した。なお、版籍奉還後すぐに数千人の高崎領民が重税撤廃を求めて何度かデモンストレーションを決行したが、そのたびに代表者を監禁・処刑するなどしてしのいだ。
漢学的教養による中国文化愛好者としても知られ、日本に赴任した清国公使・何如璋との交流の記録は『大河内文書』（平凡社東洋文庫として公刊）に述べられている。

## 系譜
父母
- 松平輝聴（父）
- 万（母） - 堀田正睦の娘

正室、継室
- 酒井忠発の娘（正室）
- 杉原ふき（継室）

子女
- 大河内輝耕（長男） ‐ 岳父は徳川慶喜
- 戸田氏秀（四男） ‐ 岳父は戸田氏共
- 大河内光孝
- 恭子 - 浅野長之継夫人
- 桂子 - 内藤頼輔（内藤頼直の二男）夫人